# (3920) Aubignan
(3920) Aubignan (1948 WF) – planetoida z grupy przecinających orbitę Marsa okrążająca Słońce w ciągu 3,39 lat w średniej odległości 2,25 j.a. Odkryta 28 listopada 1948 roku.